# Thermocyclops analogus
Thermocyclops analogus – gatunek widłonoga z rodziny Cyclopidae. Nazwa naukowa tego gatunku skorupiaków została opublikowana w 1936 roku przez niemieckiego zoologa Friedricha Kiefera.